# العراق في الألعاب الآسيوية 1974
شَارَكَت العراق في دورة الألعاب الآسيوية 1974 التي عُقِدَتْ في طهران في إيران من 1 إلى 16 سبتمبر 1974. فاز الرياضيون العِراقيُون بست ميداليات إجمالًا، بما في ذلك ميدالية ذهبية واحِدَة واحتلوا المَركَز الخامس عشر في جدول الميداليات.